# Sierra de la Fausilla
Sierra de la Fausilla este o arie protejată (arie de protecție specială avifaunistică — SPA) din Spania întinsă pe o suprafață de 899,25 ha, integral pe uscat.

## Localizare
Centrul sitului Sierra de la Fausilla este situat la coordonatele 37°34′01″N 0°54′28″W / 37.5669°N 0.9078°V.

## Înființare
Situl Sierra de la Fausilla a fost declarat arie de protecție specială avifaunistică în martie 2000 pentru a proteja 24 de specii de animale.

## Biodiversitate
Situată în ecoregiunea mediteraneană, aria protejată conține 10 habitate naturale: Pante stâncoase calcaroase cu vegetație casmofită, Matorral arborescenți cu Zyziphus, Pajiști umede mediteraneene cu ierburi înalte de Molinio-Holoschoenion, Pseudostepă cu ierburi și specii anuale de Thero-Brachypodietea, Stepe sărăturate mediteraneene (Limonietalia), Tufărișuri termo-mediteraneene și de pre-deșert, Tufărișuri halo-nitrofile (Pegano-Salsoletea), Pajiști carstice calcaroase sau bazofile, de Alysso-Sedion albi, Faleze cu vegetație de Limonium spp. endemic de pe coastele mediteraneene, Păduri de Tetraclinis articulata.
La baza desemnării sitului se află mai multe specii protejate de  păsări (24): uliu porumbar (Accipiter gentilis), acvilă de munte (Aquila chrysaetos), buha (Bubo bubo), Bucanetes githagineus, șorecarul comun (Buteo buteo), ciocârlie-cu-degete-scurte (Calandrella brachydactyla), Caprimulgus ruficollis, șerpar (Circaetus gallicus), erete de stuf (Circus aeruginosus), erete cenușiu (Circus pygargus), șoim călător (Falco peregrinus), ciocârlan (Galerida cristata), Galerida theklae, Hieraaetus fasciatus, acvilă pitică (Hieraaetus pennatus), capîntortură (Jynx torquilla), Larus audouinii, ciocârlie de pădure (Lullula arborea), ciocârlie de bărăgan (Melanocorypha calandra), Oenanthe leucura, Pyrrhocorax pyrrhocorax, turturică (Streptopelia turtur), silvie de tufiș (Sylvia undata), fluturașul de stâncă (Tichodroma muraria).
Pe lângă speciile protejate, pe teritoriul sitului au mai fost identificate 19 specii de plante, 21 de specii de păsări, 1 specie de amfibieni, 8 specii de mamifere, 7 specii de reptile.